# Dmitrij Vorob'ëv (calciatore)
Dmitrij Dmitrievič Vorob'ëv (in russo Дми́трий Дми́триевич Воробьёв?; 28 novembre 1997) è un calciatore russo, attaccante della Lokomotiv Mosca.

## Caratteristiche tecniche
È un centrocampista offensivo.

## Carriera

### Club
Debutta in Prem'er-Liga il 26 luglio 2021 giocando con il Soči l'incontro perso 1-0 contro il Nižnij Novgorod.

### Nazionale
Ha giocato nelle nazionali giovanili russe Under-18 ed Under-19.
Il 5 settembre 2024 esordisce in nazionale maggiore con la Russia nell'amichevole vinta 3-0 contro il Vietnam.

## Statistiche

### Presenze e reti nei club
Statistiche aggiornate al 31 luglio 2021.
| Stagione        | Squadra            | Campionato      | Campionato | Campionato | Coppe nazionali | Coppe nazionali | Coppe nazionali | Coppe continentali | Coppe continentali | Coppe continentali | Altre coppe | Altre coppe | Altre coppe | Totale | Totale |
| Stagione        | Squadra            | Comp            | Pres       | Reti       | Comp            | Pres            | Reti            | Comp               | Pres               | Reti               | Comp        | Pres        | Reti        | Pres   | Reti   |
| --------------- | ------------------ | --------------- | ---------- | ---------- | --------------- | --------------- | --------------- | ------------------ | ------------------ | ------------------ | ----------- | ----------- | ----------- | ------ | ------ |
| 2013-2014       | Krasnodar-2        | 2D              | 6          | 1          |                 | -               | -               |                    | -                  | -                  |             | -           | -           | 6      | 1      |
| 2014-2015       | Krasnodar-2        | 2D              | 10         | 5          |                 | -               | -               |                    | -                  | -                  |             | -           | -           | 10     | 5      |
| 2015-2016       | Krasnodar-2        | 2D              | 14         | 2          |                 | -               | -               |                    | -                  | -                  |             | -           | -           | 14     | 2      |
| 2016-2017       | Krasnodar-2        | 2D              | 28         | 7          |                 | -               | -               |                    | -                  | -                  |             | -           | -           | 28     | 7      |
| 2017-gen. 2018  | Krasnodar-2        | 2D              | 14         | 5          |                 | -               | -               |                    | -                  | -                  |             | -           | -           | 14     | 5      |
| 2016-2017       | Krasnodar          | PL              | 0          | 0          | CR              | 0               | 0               | UEL                | 1                  | 0                  |             | -           | -           | 1      | 0      |
| gen.-giu. 2018  | Afips Afipskij     | 2D              | 12         | 2          | CR              | 0               | 0               |                    | -                  | -                  |             | -           | -           | 12     | 2      |
| 2018-feb. 2019  | Hradec Králové     | FNL             | 3          | 0          | CRC             | 0               | 0               |                    | -                  | -                  |             | -           | -           | 3      | 0      |
| feb.-giu. 2019  | Nižnij Novgorod    | 1D              | 10         | 0          | CR              | 0               | 0               |                    | -                  | -                  |             | -           | -           | 10     | 0      |
| 2019-2020       | Volgar' Astrachan' | 2D              | 15         | 4          | CR              | 2               | 0               |                    | -                  | -                  |             | -           | -           | 17     | 4      |
| 2020-gen. 2021  | Volgar' Astrachan' | 1D              | 23         | 12         | CR              | 0               | 0               |                    | -                  | -                  |             | -           | -           | 23     | 12     |
| gen.-giu. 2021  | Orenburg           | 1D              | 16         | 12         | CR              | 0               | 0               |                    | -                  | -                  |             | -           | -           | 16     | 12     |
| lug. 2021       | Orenburg           | 1D              | 2          | 1          | CR              | 0               | 0               |                    | -                  | -                  |             | -           | -           | 2      | 1      |
| 2021-2022       | Soči               | PL              | 4          | 0          | CR              | 0               | 0               | UECL               | 3                  | 0                  |             | -           | -           | 7      | 0      |
| Totale carriera | Totale carriera    | Totale carriera | 157        | 51         |                 | 2               | 0               |                    | 4                  | 0                  |             | -           | -           | 163    | 51     |